# Luigi Fantappiè
Luigi Fantappiè, italijanski matematik in pedagog, * 15. september 1901, Viterbo, † 28. julij 1956, Viterbo.
Študiral je na Univerzi v Pisi, potem pa je bil profesor matematike na univerzah: v Firencah (1926), v Palermu (1927–1934), v São Paulu (1934–1939) in v Rimu (1939).